# Huvinahalli, Muddebihal
Huvinahalli là một làng thuộc tehsil Muddebihal, huyện Bijapur, bang Karnataka, Ấn Độ.